# Identidad (ciencias sociales)

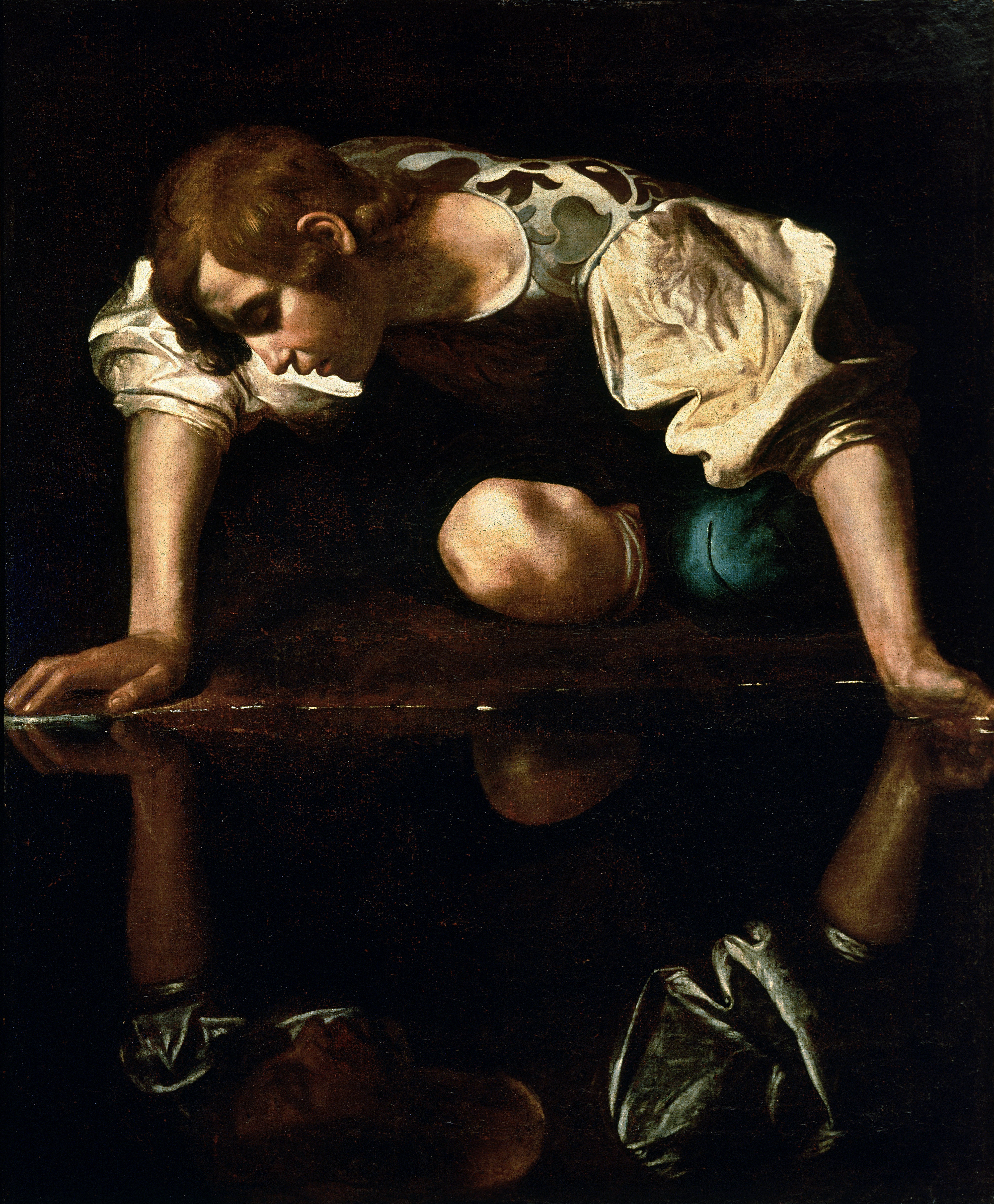
Pintura de Narciso Caravaggio, que representa a Narciso contemplando el agua después de enamorarse de su propio reflejo.

En las ciencias sociales (psicología y sociología, principalmente), la identidad es, en términos generales, la concepción y expresión que tiene cada persona acerca de su individualidad y acerca de su pertenencia o no a ciertos grupos. El rasgo que se considere decisivo para la formación de la identidad cambia según las culturas y periodos históricos (origen genético -familia, tribu, casta, origen étnico- religión, función social y riqueza -o intereses económicos-, territorio, identidad sexual o de género, etc.). 
Ninguno de ellos tiene exclusividad, y muy habitualmente entran en contradicción o bien se mezclan de forma que se consideran un todo conjunto (nacionalismo, particularismo, conceptos propios del Antiguo Régimen y la sociedad preindustrial -como los de estamento, cristiano viejo y cristiano nuevo- o del Nuevo Régimen y la sociedad industrial -como los de nación, pueblo, clase social y conciencia de clase, etcétera). Algunos pueden considerarse subculturas (hinchadas y pandillas, entre otros ejemplos). Otro tipo de identidad grupal es el vínculo geográfico estudiado por Yi-Fu Tuan, destacando los sentimientos integradores de topofilia como amor a un lugar y de civitio como identidad con los integrantes de la comunidad local.

## Teorías en ciencias sociales acerca de la identidad
La identidad social de Henri Tajfel y John Turner, es un concepto teórico que sirve para comprender los fundamentos psicológicos de la discriminación entre grupos. Se compone de cuatro elementos:
- Categorización: los seres humanos suelen clasificarse y clasificar a los demás en categorías, que sirven para etiquetar, diferenciar y discriminar desde el punto de vista de las nacionalidades, las culturas, las ocupaciones, roles, cualidades, intereses, posturas, las habilidades o inhabilidades de cada persona: musulmán, cristiano, turco, argentino, mexicana, inteligente, retrasado, jugador de fútbol, baloncestista, etcétera, son algunos pocos ejemplos de formas de categorizar.
- Identificación: los seres humanos suelen asociarse con grupos específicos, con los que se sienten identificados y con los que reafirman su autoestima;
- Comparación: los seres humanos suelen comparar los grupos a los que pertenecen con los grupos a los que pertenecen otras personas, y suelen calificar su propio grupo con un sesgo que lo favorece;
- Distinción psicosocial: cada persona suele desear que su propia identidad sea a la vez distinta de las de los demás y positiva, al compararla con la de otros grupos de personas.[4]